# Заставе (Луківський повіт)
Заставе (пол. Zastawie) — село в Польщі, у гміні Станін Луківського повіту Люблінського воєводства.
Населення — 655 осіб (2011).
У 1975-1998 роках село належало до Седлецького воєводства.

## Демографія
Демографічна структура станом на 31 березня 2011 року:
|          | Загалом | Допрацездатний вік | Працездатний вік | Постпрацездатний вік |
| -------- | ------- | ------------------ | ---------------- | -------------------- |
| Чоловіки | 337     | 72                 | 226              | 39                   |
| Жінки    | 318     | 83                 | 174              | 61                   |
| Разом    | 655     | 155                | 400              | 100                  |